# Ruischerbrug
Ruischerbrug (Gronings: Roeskerbrog/-brug) is een wijk en voormalig dorp in de gemeente Groningen, in de Nederlandse provincie Groningen. Het eigenlijke dorp had op 1 januari 2018 een totaal van 480 inwoners. De naastgelegen wijk Ruischerwaard had toen 1.365 inwoners.
Voorheen was het dorp de hoofdplaats van de gemeente Noorddijk. Het oostelijke deel wordt De Rollen genoemd (mogelijk vanwege de aanwezigheid van rolpalen of een overtoom op deze plek). Dit deel ligt aan de samenvloeiing van de Thesingermaar (ook Abbemaar, Kardingermaar of 'Borgsloot boven de Rollen') met het Damsterdiep en het Slochterdiep. Ook een boerderij aan noordzijde van het Damsterdiep draagt de naam De Rollen.
Ruischerbrug ligt op een ongeveer 500 meter brede strook ingeklemd tussen het Eemskanaal en het Damsterdiep. De Groningse wijk Lewenborg ligt nagenoeg tegen het dorp aan dat wellicht in deze wijk zou zijn opgegaan als het er niet van was gescheiden door het Damsterdiep. Ruischerbrug was vroeger het hoofddorp van de voormalige gemeente Noorddijk. Het gemeentehuis, gelegen aan de Woldweg en Damsterdiep, was hier gevestigd.
Het dorp is genoemd naar de brug over het Damsterdiep. Deze Ruesschen brugge wordt al in 1465 genoemd. Over het Eemskanaal ligt eveneens een brug, de Borgbrug genaamd. Beide bruggen waren van oudsher de enige mogelijkheden om de plaats in en uit te komen. Sinds de bouw van de wijk Ruischerwaard is er een fietsverbinding bij gekomen, zodat men nu via deze wijk in het centrum kan komen.
De straten in het dorp zijn vernoemd naar graansoorten, waaronder gerst, rogge en tarwe.

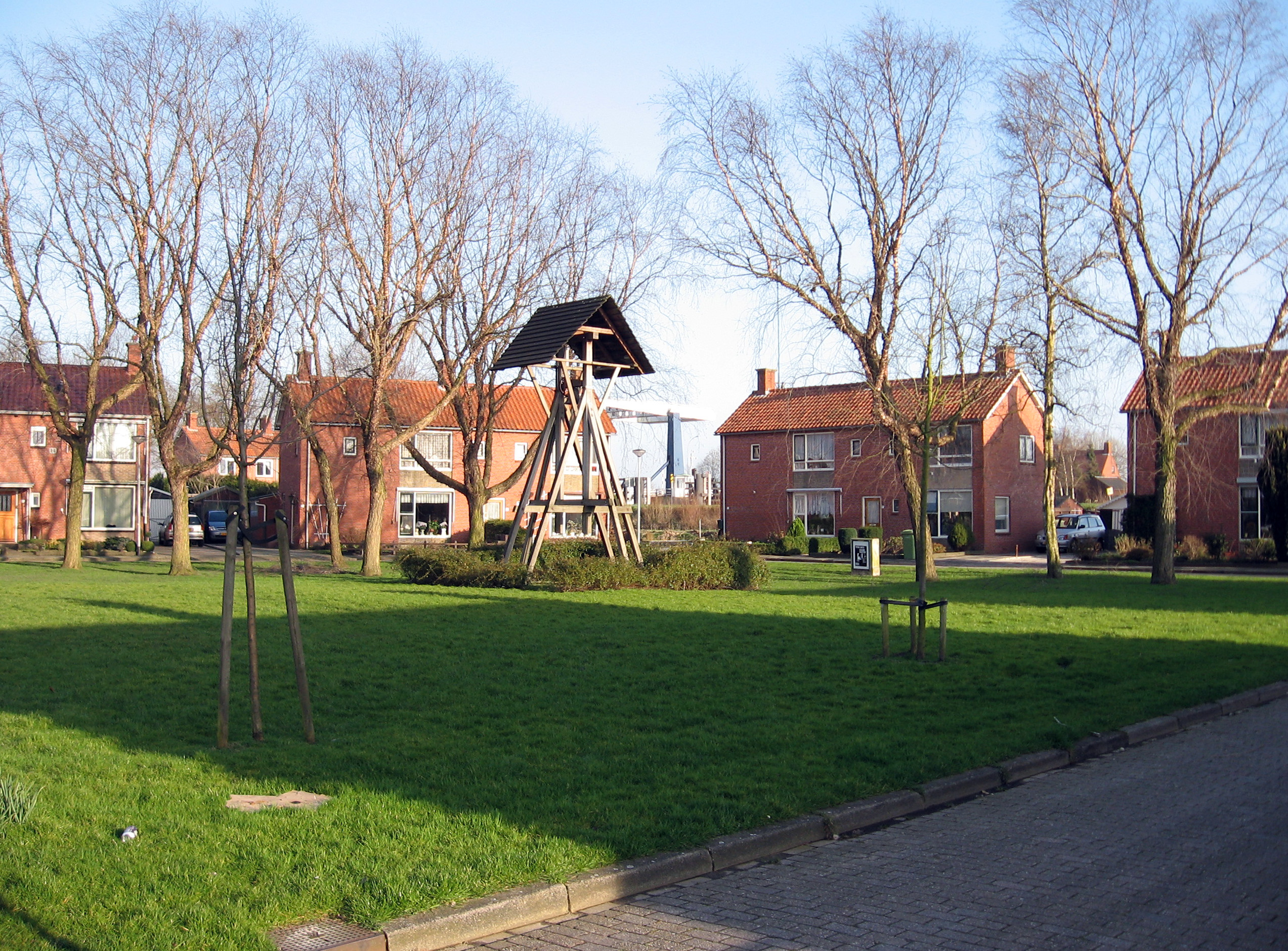
Huizen aan het Roggeplein
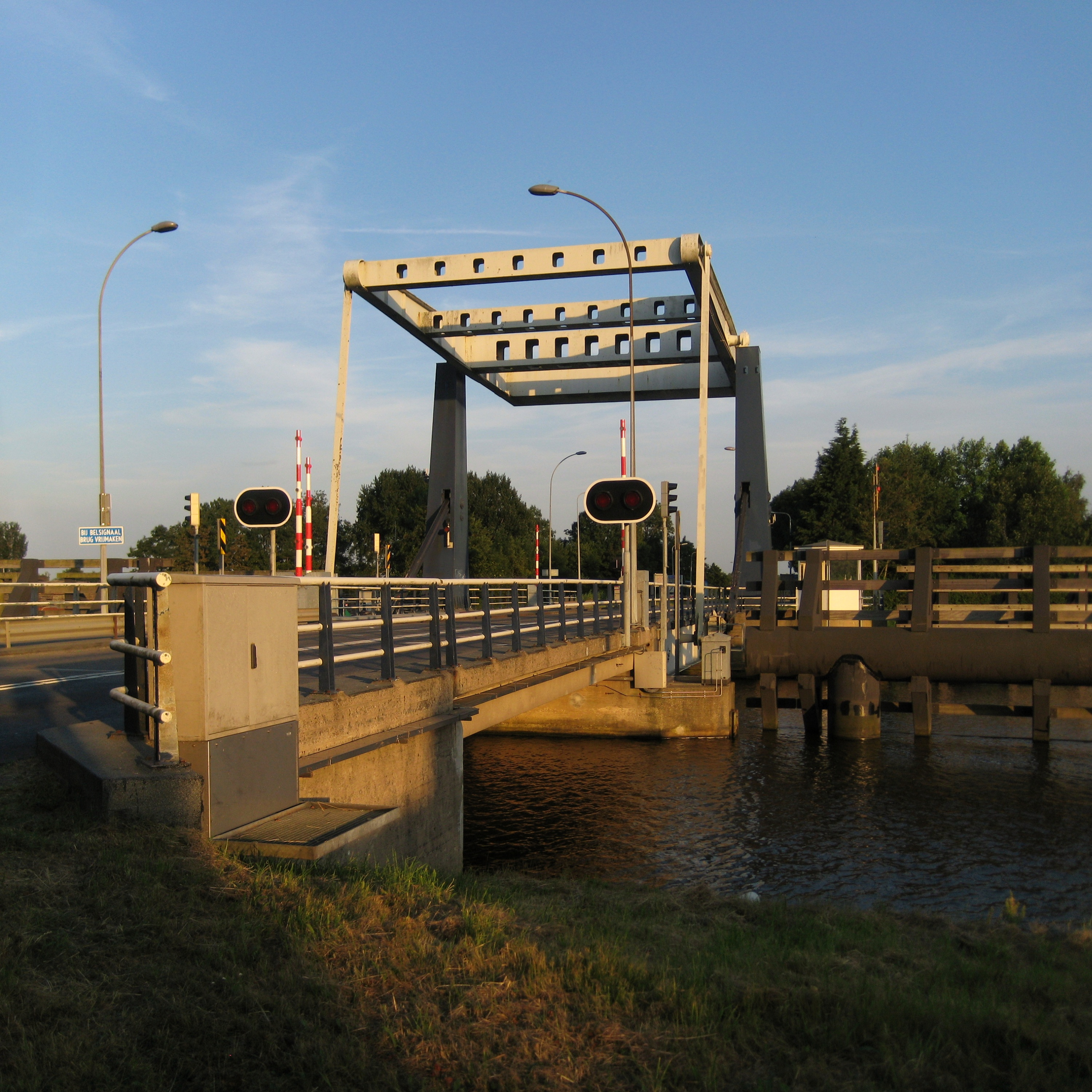
De Borgbrug
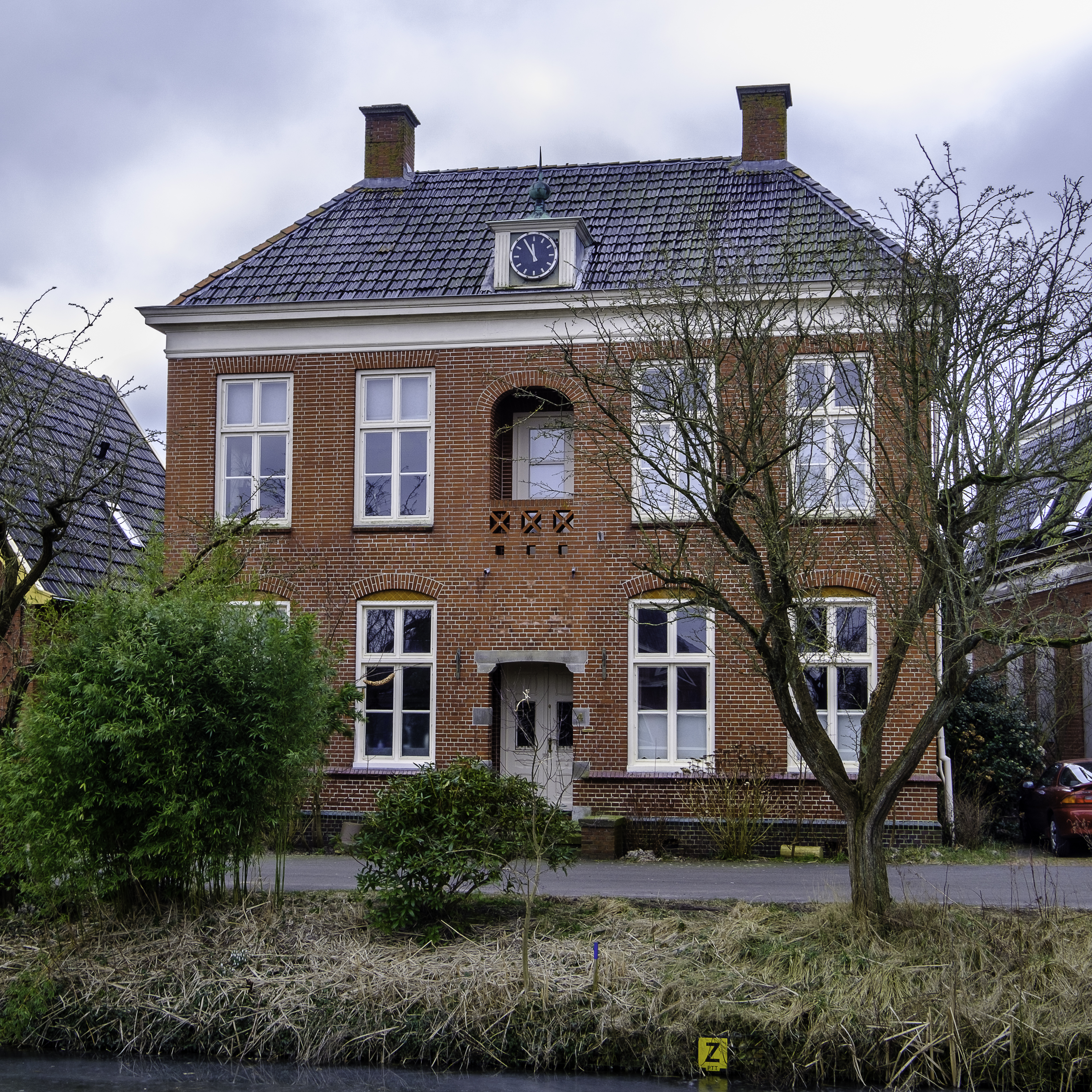
Het voormalige Gemeentehuis van Noorddijk in Ruischerbrug
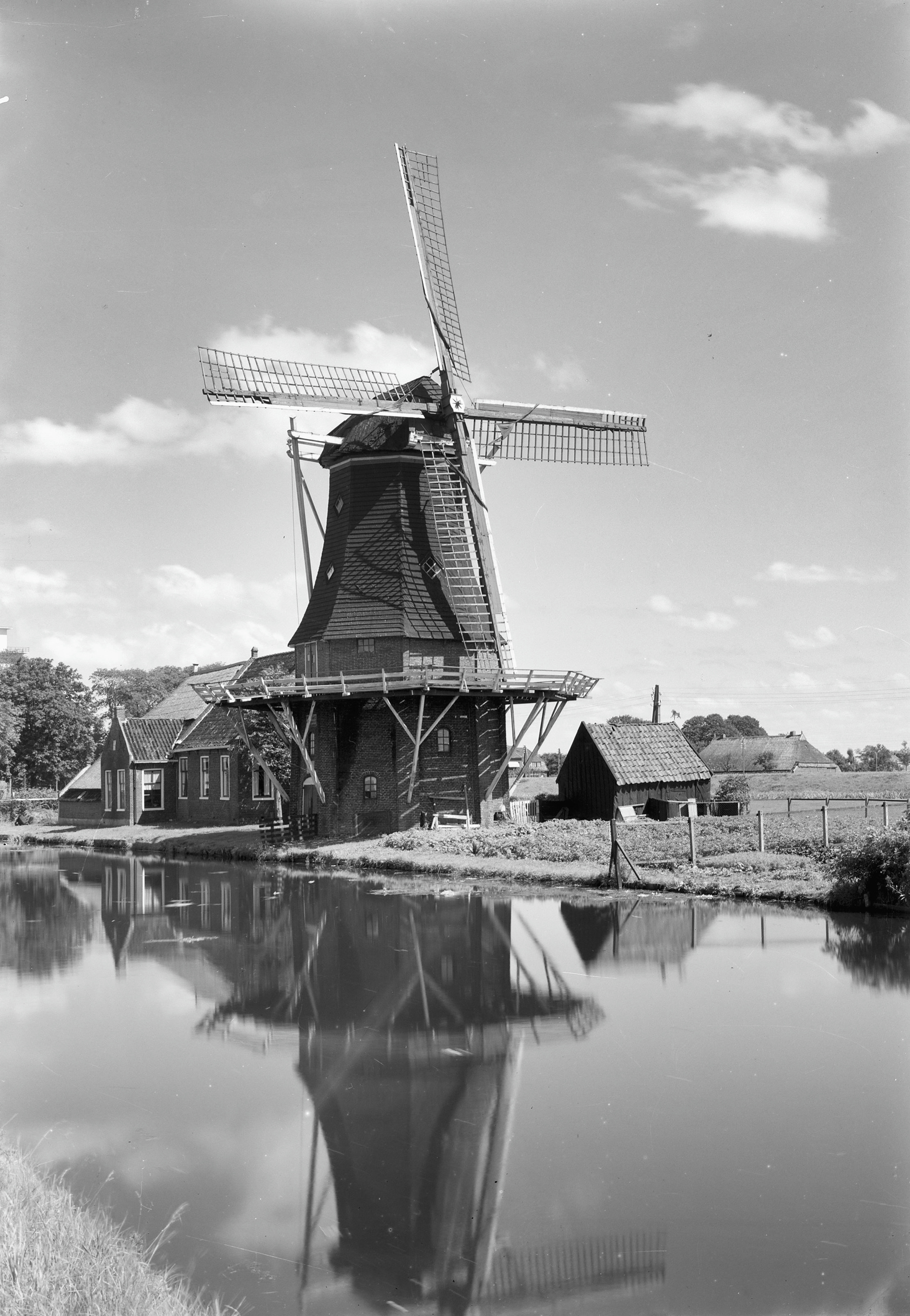
Voormalige korenmolen Koveltimp in Ruischerbrug in 1942. Deze molen werd in 1950 gesloopt.

## Uitspraak
De naam wordt tegenwoordig uitgesproken met een harde sch, maar omdat deze door de daarop volgende sjwa lastig uit te spreken is, hoort men meestal /ruisjerbrug/ zeggen. De bewoners spreken de naam van hun dorp in het Gronings dialect uit als Roeskerbrug.
Van oorsprong werd de sch als een /s/ uitgeproken, dus: /ruiserbrug/. De sch is een overblijfsel van het woord ruis dat net als bijvoorbeeld bos voor 1947 met een ch aan het einde werd geschreven, dus ruisch en bosch. Ruisch is afkomstig van de eigennaam Jacob Ruusche.